# فني صيدلة
فنى صيدلة (بالإنجليزية: Pharmacy_technician)‏ هو مسمى وظيفي متعلق بأداء بعض الأعمال والمهام في الصيدلية. يؤدي فني الصيدلة وظائف متعلقة بالصيدلة. يختلف التدريب والشهادات والترخيص والممارسة الفعلية لفنيي الصيدلة ليس فقط في جميع أنحاء العالم ولكن في بعض البلدان على المستوى الإقليمي.
يؤدي فني الصيدلة في بعض الأحيان العديد من المهام الروتينية الإضافية المرتبطة بإعداد وتحضير الوصفات الطبية وصرف الأدوية للمرضى وأيضا مضاعفة الأدوية والوصفات اللفظية والاتصال المباشر بالأطباء وحساب جرعات الأدوية وطلبات الأدوية والفائض المرتجع من الأدوية والتحقق من تاريخ انتهاء صلاحية الأدوية والتحقق من تراخيص الأدوية حسب منطقته. الصيدلي القانوني يقوم بتدقيق الأدوية قبل استلامها من قبل المريض وإعطاء النصائح للمريض للاستخدام الأمثل للأدوية.
في المملكة المتحدة هناك تدريب وتطوير مهني مستمر بتأهيل فنيي الصيدلة لإعطاء النصائح للمرضى للاستخدام الدواء بالطريقة المناسبة. وللعمل كفنيين متخصصين عملياَ للعمل إكلينيكياَ على وقف نزيف الدم بصرف جرعات من الأدوية حسب النطاقات التوجيه. في صيدلية المستشفى خصوصاَ فنيي الصيدلة عامةَ يقومون بالإشراف على الإدارة التنفيذية في وحدات الصرف والتخزين والتصنيع. وتحرير الصيادلة القانونيين للتطوير والمشاركة بمهام الصيدلة الأكلينكية الصيدلة السريرية.
مساعدي الصيادلة الموثقين يعتبرون من امهر العاملين في مجال الصحة القائم على التعاون والتحالفات، وقفاَ لمكتب الولايات المتحدة لإحصائيات العمل مساعدي الصيادلة يحصلوا على رواتب تقريبيه لتلك الموجودة في مستوى الدخول وظائف أخرى والصحة وأيضا مساعدي الصيادلة يعملون في أماكن مختلفة حسب تقرير العمل في الولايات المتحدة في تقريرها عام 2002، نحو ثلثي العاملين في صيدليات التجزئة هم مساعدي صيادلة سواء المملوكة بشكل مستقل أو جزئي في بقالة أو سلسة متاجر التجزئة.
في هولندا هناك دورة تدريب MBO لمدة ثلاث سنوات، والتي يجب إنائها للسماح بالعمل كمساعد صيدلي أو مساعدة صيدلانية.

## الدراسة والتأهيل
مدة دراسة هذا التخصص تتراوح مابين سنتين وستة أشهر تدريب إلى ثلاثة سنوات وستة أشهر تدريب امتياز وخلال الدراسة، يقوم فنيي الصيادلة بالتدريب في علوم كثيرة ومنها علم الصيدلة، علم العقاقير، الكيمياء، الكيمياء الدوائية، الصيدلانيات، التشريح، الكيمياء الحيوية، مقدمة في علم الأحياء الدقيقة، وعلم وظائف الأعضاء والصحة العامة ومقدمة في الوبائيات، وتخزين وإدارة الأدوية والصيدلة وقانون الصيدلة.

## دور فنى صيدلة
- المساعد الأول للصيدلي
- توفير الأدوية وغير من منتجات الرعاية الصيدلية الصحية للمرضى.
- مراجعة الجرعات الدوائية.
- تعبئة الأدوية والأشربة التي يقوم الصيدلي القانوني بتحضيرها.
- الإدارة الطبية للدواء من تخزين وحفظ وتحقق من صلاحيتها.
- ترتيب الصيدلية والإشراف عليها.
- حفظ السجلات الخاصة بالصيدلية من أدوية واردة وادوية منصرفة تحت إشراف الصيدلي.
- اتباع تعليمات وتوجيهات الصيدلي فيما يخص العمل.
- العمل مع الطرف الثالث ومكاتب الأطباء في فصل وتحديد مرضى التأمين أو مرضى الدولة.
- الحد من الاستخدام غير الأمثل للدواء خصوصا لدى المراهقين بالتعاون مع المختصين.

## مكان عمل فنى صيدلة
- المستشفيات.
- مراكز الرعاية الصحية الأولية.
- مساعد للصيدلي بأي مكان يتطلب تواجده.
- الصيدليات التجارية.
- المستودعات الطبية (التموين الطبي).
- مستودعات الرعاية الصحية.
- شركات ومصانع الأدوية.
- إدارات مراقبة المخزون

## منظمات مساعدي الصيادلة في أمريكا وكند والمملكة المتحدة
توجد في الولايات المتحدة عدة جمعيات ومنظمات لمساعدي الصيادلة وهي AAPT الجمعية الأمريكية لمساعدي الصيادلة و NPTA الجمعية الوطنية لمساعدي الصيادلة وهناك في المملكة المتحدة جمعيات ومنظمات لمساعدي الصيادلة وهي APTUK جمعية مساعدي الصيادلة في المملكة المتحدة وهناك أيضاَ في كندا جمعيات ومنظمات لمساعدي الصيادلة وهي CAPT الجمعية الكندية لمساعدي الصيادلة و CPTEA

## المسميات والدخل السنوي
- مساعد صيدلي
- فني صيدلة
- الدخل السنوي فني الصيدلة في الولايات المتحدة الأمريكية ما بين 28.000 دولار - 30.000 دولار
- الدخل الشهري فني الصيادلة لموظفي الدولة في الدنمارك 21.000 كرونة دنماركية (3.780 دولار أمريكي).